# Bamileke

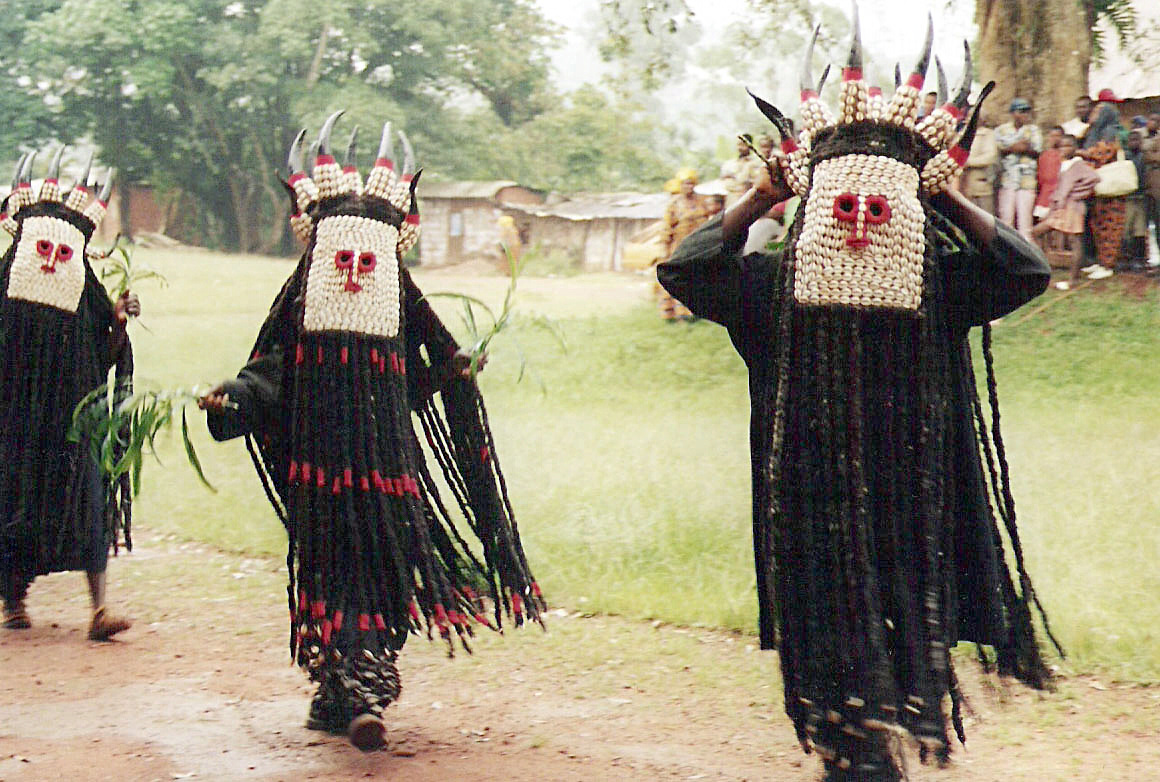
Ein zeremonieller Maskentanz der Bamileke in Batié.

Die Bamileke (in der französischen Literatur Bamiléké) sind eine zentralafrikanische bantoide Volksgruppe, die im Westen von Kamerun, im Kameruner Grasland, ansässig ist.
Die Bezeichnung Bamiléké geht auf die französische Kolonialverwaltung zurück und ist eine Sammelbezeichnung für etwa 90 kleine Fürstentümer (Chefferien) in Westkamerun, an deren Spitze jeweils ein Fon (Häuptling oder lokaler Fürst) mit seinem traditionell organisierten Hofstaat steht. Die Bamileke machen als eine der größeren Stammesgruppen des Landes mit etwa 1,5 Millionen Angehörigen ca. 10 % der Bevölkerung Kameruns aus. Im Kameruner Grasland sind sie die größte Ethnie.

## Herkunft und Geschichte

Flagge der „Nationalen Bewegung der Bamileke“, die während des Bürgerkriegs in den späten 50er Jahren entstanden ist

Wie die meisten der größeren Ethnien Kameruns stammen die Bamileke ursprünglich von den Tikar ab, die im Land Mbam angesiedelt waren. Sie hatten sich zunächst im heutigen Gebiet der Bamun niedergelassen, also in der Region um die Stadt Foumban. In ihrer heutigen Heimat leben die Bamileke erst seit dem 18. Jahrhundert. Damals wanderten sie unter dem Druck der Bamum weiter westwärts in die höher gelegene Region um die Städte Bafoussam, Bamenda und Dschang.
In den Jahren vor der Unabhängigkeit Kameruns brach im Gebiet der Bamileke ein Krieg aus, der viele Opfer forderte. Die französische Armee ging dabei gewaltsam gegen Menschen vor, die verdächtigt wurden, für die Unabhängigkeitsbewegung Union der Völker Kameruns zu arbeiten. Dabei wurde die ursprünglich ländliche Bevölkerung der Bamileke in Wehrdörfern konzentriert. Dies führte dazu, dass die wirtschaftliche Ausrichtung der Bamileke sich immer weiter von der Landwirtschaft hin zum Kommerz entwickelte, aus Bauern wurden Händler.

## Gesellschaft, Religion, Kultur

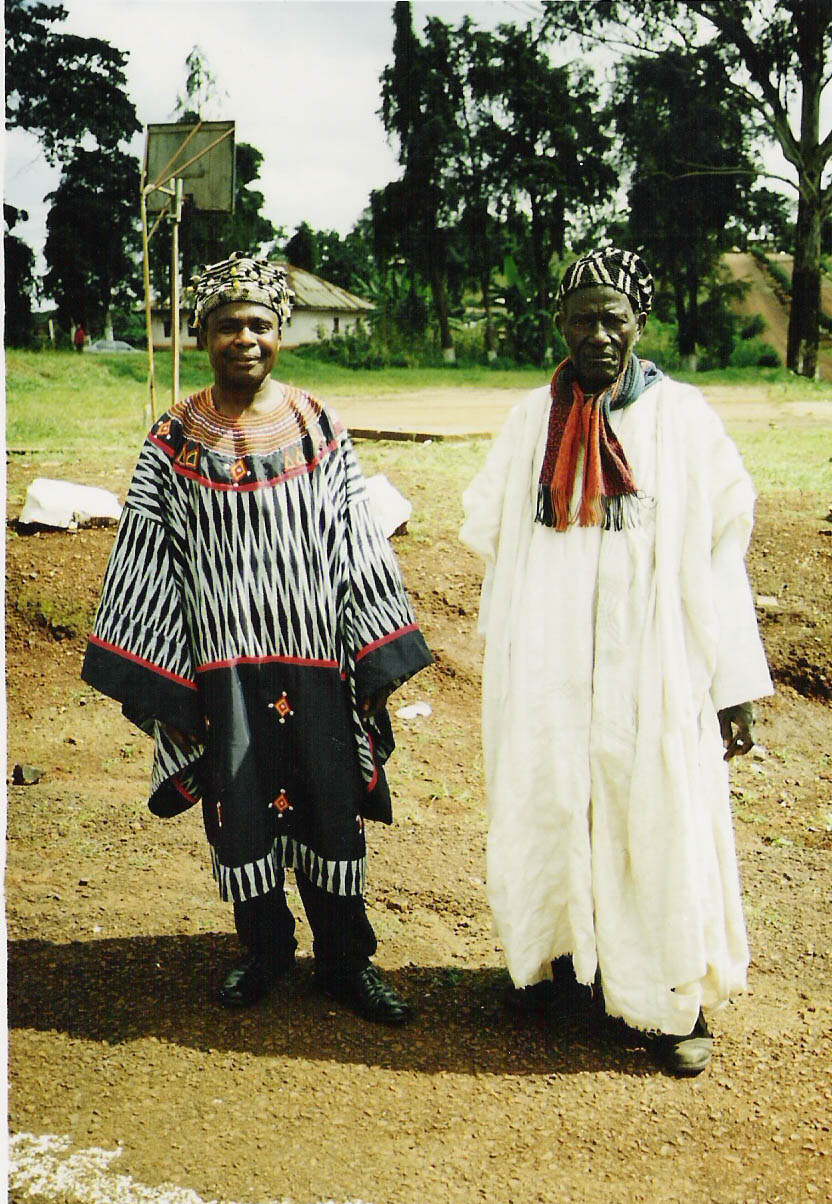
Zwei Bamileke-Männer im traditionellen Trachten der Notabeln.

Die Bamileke leben bis heute noch weitgehend in Stammesstrukturen, an der Spitze der einzelnen Stämme steht der Fon. Wie in den meisten Gesellschaften Zentralafrikas hat auch bei ihnen die Familie bzw. Sippe eine vorrangige Bedeutung und spielt zumeist eine größere Rolle als das übergeordnete Staatswesen.
Heute haben die Bamileke in Kamerun einen Ruf als erfolgreiche Händler und Geschäftsleute und dadurch großen Einfluss in Handel, Wirtschaft und Politik. Oft werden Spitzenpositionen in der Wirtschaft von Bamileke besetzt. Bei den Bamileke (und im Westen Kameruns allgemein) besteht die Tendenz, vom Lande in die größeren Städte zu wandern. Heute stellen sie gut die Hälfte der Einwohner von Douala und ein knappes Drittel der Einwohner der Hauptstadt Jaunde.
Die meisten Bamileke sind inzwischen Christen, daneben üben sie manchmal noch ihre traditionelle Religion aus. In der Kunst haben sie einen besonders ausdrucksvollen Stil entwickelt, sie stellen vor allem Porträtstatuen, Zauberfiguren, Tier- und Menschenmasken und rituelle Geräte her.

## Sprachen
Die Sprachen der Bamileke gehören zur Sprachgruppe der Grasland-Sprachen innerhalb der bantoiden Sprachen. Diese bildet eine Untergruppe der Niger-Kongo-Sprachen, die auch die eigentlichen Bantusprachen enthält. Die Hauptsprachen der Bamileke sind (mit Angabe der zahlreichen Alternativbezeichnungen, des ISO-Sprachcodes und der Sprecherzahlen nach Ethnologue):
- Fe’fe’ (Fotuni, Bafang, Nufi) [fmp] (125.000)
- Ghomálá' (Banjun-Baham, Balum, Mahum) [bbj] (250.000)
- Kwa' (Bakwa) [bko] (unter 10.000)
- Medumba (Bagangte, Batongtu, Ndzubuga) [byv] (210.000)
- Mengaka (Megaka, Ghap, Benzing) [xmg] (20.000)
- Nda'nda' [nnz] (10.000)
- Ngiemboon (Nguemba) [nnh] (100.000)
- Ngomba (Ndaa) [jgo] (65.000)
- Ngombale [nla] (65.000)
- Ngwe (Nwe, Fontem, Fongondeng, Fomopea) [nwe] (50.000)
- Yemba (Dschang, Foto, Foreke, Fokoue, Fongo Tongo, Bafou, Atsang-Bangwa) [ybb] (300.000)

Zur genetischen Klassifikation siehe den Artikel Graslandsprachen.
Einige der Bamileke-Sprachen wurden während der deutschen Kolonialzeit verschriftlicht. Die überregional üblichen Umgangssprachen sind jedoch – wie in ganz Kamerun – Französisch und Englisch.